# أيه كيه-101
إيه كيه-101 (بالإنجليزية: AK-101)‏ هي بندقية اقتحام هجومية من سلسلة كلاشنيكوف. تم تصميم إيه كيه-101 للسوق العالمية.يغلب على السلاح المواد البلاستيكية.